# سنگ‌چشم خاکستری کوچک
سنگ‌چشم خاکستری کوچک با نام علمی Lanius minor پرنده‌ای مهاجر و میان‌جثه از راستهٔ گنجشک‌سانان و از تیرهٔ سنگ‌چشمیان است که ظاهری شبیه به سنگ‌چشم خاکستری بزرگ (Lanius excubitor) و سنگ‌چشم خاکستری جنوبی (Lanius meridionalis) دارد. این پرنده در جنوب‌شرقی اروپا تا داخل آسیا از جمله ایران دیده شده و زاد و ولد می‌کند. زمین‌های خشک پست از مناطق مورد علاقهٔ این پرنده برای زیستن است و معمولاً می‌توان آن‌ها را بر روی سیم‌های برق و تلفن مشاهده نمود.

## مشخصات
سنگ‌چشم خاکستری کوچک تقریباً ۲۰ سانتی‌متر طول دارد و نسبتاً کوچکتر از سنگ‌چشم خاکستری بزرگ است. پیشانی پرنده سیاهرنگ بوده و در مقایسه با خاکستری بزرگ منقاری کوچکتر، بال‌هایی بلندتر و دمی کوچکتر دارد. پرهای گلو و چانهٔ پرنده سفید و بخش پایین بدنش نخودی رنگ است که در ناحیهٔ شکم، صورتی کمرنگ می‌شود. پاها، منقار و دم پرنده سیاه بوده و دمگاهش خاکستری رنگ است.

## تغذیه
سنگ‌چشم خاکستری کوچک از حشرات بزرگ، پرندگان کوچک و جوندگان تغذیه می‌کند. او نیز همچون دیگر سنگ‌چشم‌ها بر فراز مکانی بلند به انتظار طعمهٔ خود نشسته و بر آن فرود می‌آید. سپس شکارش را از تیغ‌ها یا سیم‌های خارداری که نقش گنجهٔ خوراک او را دارند آویزان می‌کند.